# Trichonta girschneri
Trichonta girschneri är en tvåvingeart som beskrevs av Landrock 1912. Trichonta girschneri ingår i släktet Trichonta och familjen svampmyggor. Arten är reproducerande i Sverige. Inga underarter finns listade i Catalogue of Life.